# Агранулоцитоза
Акутна агранулоцитоза (лат. Agranulocytosis) је тежак облик леукопеније који најчешће погађа неутрофиле, док су еозинопенија и базопенија редак клинички налаз. Агранулоцитоза може довести до развитка озбиљних опортунистичких инфекција услед имунокомпромитованости пацијента.
Агранулоцитоза је најчешће идиосинкратска реакција на употребу одређених лекова: пиразолонских НСАИЛ (метамизол, фенилбутазон, напроксен), клозапина, мебендазола, миртазапина, неких антиепилептика и појединих антибиотика (хлорамфеникол, сулфаметоксазол).